# Rossbin
Rossbin is een Italiaans platenlabel voor experimentele, elektro-akoestische en geïmproviseerde muziek. Het werd in juli 2001 opgericht en wordt geleid door Alessandro Bianco en Teresa Chavez Ross. Het is een non-profit-organisatie, die mogelijk is door giften. In 2008 besloot het label alle inkomsten te schenken aan een project in Peru voor arme en gehandicapte kinderen. Hun uitgebrachte platen worden sindsdien niet langer verkocht, maar aan donateurs aan dit project gegeven, afhankelijk van hun bijdrage. Artiesten die op het label uitkwamen zijn onder meer Tim Hodgkinson, Eugene Chadbourne, Laura Andel Orchestra, Alessandro Bosetti, John Tilbury, Mike Cooper en Steve Beresford met Tania Chen.